# Fredrika Grönforss
Fredrika Grönforss eller Grönfors, född 1792, var en svensk ballerina.  
Hon var elev till Hedda Hjortsberg vid Kungliga Baletten, elevdansös 1803-12 och premiärdansös och ballerina 1812-18.  Hennes anställningskontrakt vid Baletten var ovanligt, eftersom det stadgade att hon inte fick gifta sig utan tillstånd från direktionen: detta var mycket vanligt i andra länder, men i Sverige utgör hennes kontrakt det enda exemplet på ett sådant villkor och illustrerar hennes starka ställning som artist. 
Fredrika Grönforss debuterade i Les caprices magiques 7 februari 1803.  Bland hennes roller nämns Hymen i pantomimbaletten ”Le volage fixé” av Duport, mot de franska gästartisterna, Baptiste Petit och hans fru och premiärdansören Giovanni Battista Ambrosiani (1812-13), och ”Zelindas kröning” mot Louis Deland (1809). 
Grönforss var också aktiv som dansinstruktör för överklassflickor, något som var en vanlig metod för kvinnliga koreografer att dryga ut sin otillräckliga lön. Som lärare omtalas hon med respekt av sina elever.  
Fredrika Grönforss förlorade enligt uppgift sin anställning på grund av alkoholism.  